# 2725 David Bender
2725 David Bender (1978 VG3) là một tiểu hành tinh vành đai chính được phát hiện ngày 7 tháng 11 năm 1978 bởi Helin, E. F. và Bus, S. J. ở Palomar.